# Carlo Ubbiali
Carlo Ubbiali   (Bèrgam, 22 de setembre de 1929 - Bèrgam, 2 de juny de 2020) fou un pilot de motociclisme italià que va ser nou vegades campió del món (sis de 125cc i tres de 250cc) durant la dècada del 1950. A la seva època fou el gran dominador de les categories petites del mundial i, fins que no aparegué Giacomo Agostini, era considerat el motociclista més gran d'Itàlia. Els seus nou campionats del món el situen, juntament amb Mike Hailwood i Valentino Rossi, en el tercer lloc de la llista de guanyadors d'aquest campionat, només superats per Giacomo Agostini i Ángel Nieto.

## Carrera esportiva
El 1949, la primera temporada del mundial de motociclisme, fou quart en la categoria de 125cc amb una MV Agusta. Aquell mateix any va guanyar una medalla d'or als ISDT. De cara a la temporada 1950, Ubbiali va canviar a Mondial i el 1951 va guanyar el seu primer campionat del món amb aquesta marca. Després de perdre el títol davant de Cecil Sandford el 1952, va tornar a signar amb MV Agusta, marca de la qual esdevingué el principal pilot i amb la qual guanyà cinc títols més de 125cc i tres de 250cc, amb doblets inclosos els anys 1956, 1959 i 1960. Ubbiali guanyà també en cinc ocasions el prestigiós TT de l'Illa de Man i vuit campionats d'Itàlia de velocitat. Durant la seva carrera als Grans Premis, que durà 12 anys, mai no va patir cap accident greu.
Ubbiali es va retirar de les competicions en acabar la temporada de 1960, a 30 anys, quan encara estava en el seu millor moment. El 2001, la FIM el va incorporar al MotoGP Hall of Fame. Al moment de la seva mort, el 2 de juny de 2020, era l'últim supervivent de la primera temporada del mundial de motociclisme.

## Resultats al Mundial de motociclisme
Barem de puntuació de 1949:
| Posició | 1  | 2 | 3 | 4 | 5 | Volta ràpida |
| Punts   | 10 | 8 | 7 | 6 | 5 | 1            |

Barem de puntuació de 1950 a 1968:
| Posició | 1 | 2 | 3 | 4 | 5 | 6 |
| Punts   | 8 | 6 | 4 | 3 | 2 | 1 |

(Ids. Grans Premis | Llegenda) (Curses en negreta indiquen pole; curses en  itàlica indiquen volta ràpida)
| Any  | Categoria | Equip     | 1      | 2      | 3     | 4     | 5     | 6     | 7     | Punts | Posició | Victòries |
| ---- | --------- | --------- | ------ | ------ | ----- | ----- | ----- | ----- | ----- | ----- | ------- | --------- |
| 1949 | 125cc     | MV Agusta | CH 4   | DTT 3  | NAT - |       |       |       |       | 13    | 4t      | 0         |
| 1950 | 125cc     | Mondial   | DTT -  | ULS 1  | NAT 2 |       |       |       |       | 14    | 2n      | 1         |
| 1951 | 125cc     | Mondial   | ESP 2  | IOM 2  | DTT - | ULS - | NAT 1 |       |       | 20    | 1r      | 1         |
| 1952 | 125cc     | Mondial   | IOM 2  | DTT 2  | GER 2 | ULS - | NAT 2 | ESP - |       | 24    | 2n      | 0         |
| 1953 | 125cc     | MV Agusta | IOM NC | DTT 2  | GER 1 | ULS - | NAT 3 | ESP - |       | 18    | 3r      | 1         |
| 1954 | 125cc     | MV Agusta | IOM 2  | ULS -  | DTT 3 | GER 3 | NAT 3 | ESP - |       | 18    | 2n      | 0         |
| 1955 | 125cc     | MV Agusta | ESP 3  | FRA 1  | IOM 1 | GER 1 | DTT 1 |       | NAT 1 | 32    | 1r      | 5         |
| 1955 | 250cc     | MV Agusta |        |        | IOM - | GER - | DTT - | ULS - | NAT 1 | 8     | 7è      | 1         |
| 1956 | 125cc     | MV Agusta | IOM 1  | DTT 1  | BEL 1 | GER 2 | ULS 1 | NAT 1 |       | 32    | 1r      | 5         |
| 1956 | 250cc     | MV Agusta | IOM 1  | DTT 1  | BEL 1 | GER 1 | ULS - | NAT 1 |       | 32    | 1r      | 5         |
| 1957 | 125cc     | MV Agusta | GER 1  | IOM 2  | DTT - | BEL - | ULS - | NAT 1 |       | 22    | 3r      | 2         |
| 1957 | 250cc     | MV Agusta | GER 1  | IOM NC | DTT - | BEL - | ULS - | NAT - |       | 8     | 5è      | 1         |
| 1958 | 125cc     | MV Agusta | IOM 1  | DTT 1  | BEL 5 | GER 1 | SWE 3 | ULS 1 | NAT - | 32    | 1r      | 4         |
| 1958 | 250cc     | MV Agusta | IOM 2  | DTT 2  | BEL - | GER - | SWE - | ULS - | NAT 3 | 16    | 3r      | 0         |
| 1959 | 125cc     | MV Agusta | IOM 5  | GER 1  | DTT 1 | BEL 1 | SWE 2 | ULS - | NAT 2 | 30    | 1r      | 3         |
| 1959 | 250cc     | MV Agusta | IOM 2  | GER 1  | DTT 2 | BEL - | SWE 2 | ULS - | NAT 1 | 28    | 1r      | 2         |
| 1960 | 125cc     | MV Agusta | IOM 1  | DTT 1  | BEL 3 |       | ULS 1 | NAT 1 |       | 24    | 1r      | 4         |
| 1960 | 250cc     | MV Agusta | IOM 2  | DTT 1  | BEL 1 | GER 2 | ULS 1 | NAT 1 |       | 32    | 1r      | 4         |